# Gerrit Potter van der Loo
Gerrit Potter van der Loo (Den Haag?, ? – ?, 10 november 1454), variant Geryt Potter van der Loo. Zelf schreef hij zijn naam als Gerijt Potter. Potter was lid van de Raad van Holland onder Filips van Bourgondië. Hij was de zoon van dichter-diplomaat Dirc Potter en diens echtgenote, Geertruid.

KB 130 B 21, f. 1r © Koninklijke Bibliotheek National Library of the Netherlands

Gerrit Potter vertaalde omstreeks 1440-1445 de eerste drie boeken van de "Chroniques" van Jean Froissart in het Middelnederlands. Deze vertaling, gedeeltelijk overgeleverd in twee handschriften, is belangrijk voor de taalkundige studie van het vijftiende-eeuwse Hollandse Middelnederlands. Een van de handschriften wordt bewaard in de universiteitsbibliotheek van Leiden en werd tussen 1898 en 1909 gedeeltelijk uitgegeven door Napoleon de Pauw. De uitgave selecteert de gedeelten die handelen over de zevenjarige Gentse Opstand (1379-1385) tegen de graaf van Vlaanderen, Lodewijk van Male en bespreekt onder andere de gebeurtenissen rondom volksleiders Jan Hyoens, Filips van Artevelde en Frans Ackerman.

## Biografie

### Geboorteplaats en -datum
Gerrit Potter werd vermoedelijk geboren in Den Haag of Voorburg. Daar had zijn vader Dirc Potter huizen en landerijen in leen.  Nadat Dirc het landgoed De Loo in Voorburg in leen kreeg, ging hij zich 'Dirc Potter van der Loo' noemen (of in Franstalige bronnen Thierry Potter de Loo).  Gerrit werd genoemd naar zijn grootvader, die eveneens als klerk in grafelijke dienst was.  Over Gerrits jeugd en opleiding is niets met zekerheid bekend.  Gezien hij in 1428 bij het overlijden van zijn vader genoemd wordt als erfgenaam van Dircs leengoederen, moet hij toen in elk geval meerderjarig zijn geweest (wat opgevat kan worden als 16 jaar of ouder). Een geboortedatum aan het einde van de 14de of het eerste decennium van de 15de eeuw is voor Gerrit Potter met andere woorden aannemelijk.
Zijn jongere broer, de kanunnik Jacob Potter van der Loo, wordt omstreeks 1425 in de matriculen van de Universiteit van Parijs genoemd. In 1423 studeerde hij al in Keulen. Op dat moment moet hij dus minstens 14 jaar zijn geweest. Gezien de nauwe betrokkenheid van zijn vader bij het Haagse hof, is het niet ondenkbaar dat Jacob vernoemd werd naar opvolgster Jacoba van Beieren die in 1401 het levenslicht zag. Jacob zou later het diploma van doctor in het kerkelijke recht behalen. Gerrit vinden we niet terug in de matriculen. In de bronnen wordt hij ook nooit met de academische titel 'Meester' aangeduid. Dit doet vermoeden dat hij, in tegenstelling tot zijn broer, geen universitaire opleiding genoot. De juridische en financiële kennis die Gerrit nodig had als raadslid, verwierf hij dus waarschijnlijk al doende, in dienst bij Jacoba van Beieren, als baljuw van 's-Gravenzande, als klerk van de ontvanger-generaal en als (onbezoldigd) raadslid. Kennis van het Frans (en Latijn) kreeg hij van huis uit mee. Vader Dirc Potter vertaalde werken uit het Italiaans, Latijn en Frans.
Vermeldingen van Gerrit Potter als schout van Lymmen in 1404 en informatie in bronmateriaal over de Arkelse Oorlogen onder graaf Willem VI van Holland worden doorgaans beschouwd als apocrief of als verwijzingen naar een oudere naamgenoot.

### Huwelijk en kinderen
Gerrit Potter huwde met Kerstijne van der Mije. Op 13 januari 1432 wordt zij bij de regeling van haar weduwgoed aangeduid als Gerrits wettige echtgenote. Kerstijne was de dochter van Jan van der Mije. Deze laatste was een vurig aanhanger van Jacoba van Beieren en was gelijktijdig met Potter in haar dienst. Na Jacoba's dood treedt Jan in naam van Margaretha van Bourgondië op als executeur-testamentair (zie ook hieronder: carrière).
Uit dit huwelijk vijf kinderen:
- Dirk, in 1461 gehuwd met Catherine Jacob Buysers dochter. In april 1481 geëxecuteerd als Hoeks oproerkraaier.
- Gerrit (overlijdt in 1485)
- Jan de Oude
- Jan de Jonge
- Geertruida, in 1451 gehuwd met Dirk Hoogstraat.

Filips de Goede stond uitzonderlijk toe dat na Gerrits dood (de inkomsten uit) zijn leengoederen onder zijn kinderen verdeeld worden. In de periode 1476-1485 voerden de zonen in verschillende constellaties een aantal rechtszaken tegen elkaar over hun erfgoed. Dit wijst erop dat de onderlinge familierelaties allerminst optimaal waren.
De (klein)zonen van Gerrit bleven wel actief in het lokale bestuur tot in de zestiende eeuw. Dirk was achtereenvolgens baljuw van Rijnland (vanaf 1469) en Rotterdam (vanaf 1479), maar koos dan de kant van de Hoeken in de opstand tegen Maximiliaan van Oostenrijk. Een van de Jannen (de Oude?) werd genoemd als substituut-baljuw van 's-Gravenzande (1481-1487). In 1495 was een Jan Potter nog baljuw van Honderdland. In 1524 was Gerrit Jansz. Potter baljuw van Naaldwijk en Honderdland.

### Begraafplaats en -sterfdatum
Gerrit Potter stierf op 10 november 1454. De sterfdatum staat geregistreerd in de grafelijke rekeningen en wordt daar ook bevestigd door de auditeurs uit de rekenkamer. In de Sint-Jacobskerk in Den Haag bevindt zich een zandgraf dat volgens een grafboek uit 1620 toebehoort aan "Gerrit Potter van der Loo". Het gaat om het tweeëntwintigste graf op de vierde regel van het eerste kruiswerk in het schip. Het is niet uitgesloten dat hier de vertaler van Froissart begraven ligt. Gerrit Potter was mogelijk lid van de broederschap van St.-Jacob die in 1453 een eeuwigdurend officium vestigde op het St.-Jacobaltaar. In elk geval werd er bij die gelegenheid een rente van 1 pond gevestigd op het huis van Pieter Potter (zeker lid) en 3 pond op het huis van Gerrit ten westen van Den Haag. In dezelfde kerk werd na zijn dood jaarlijks op 10 november, zijn sterfdatum, een memorie gehouden. Hiervoor kregen de memoriemeesters de rente van zes pond gevestigd op het huis 'In die Roosse' op de Plaats, die Potter in februari 1439 verworven had. (rentebrief: Nationaal Archief, Den Haag, Kloosters Delfland: Memories etc. St. Jacobskerk 's-Gravenhage, nummer toegang 3.18.34.01, inventarisnummer 26F) Als de Gerrit Potter die in de St.-Jacobskerk begraven ligt inderdaad dezelfde is als de vertaler van Froissart, dan is dit bijzonder. Het komt immers zelden voor dat de begraafplaats van een Middelnederlands auteur bekend is.

## Carrière

### In dienst van Jacoba
De vroegst bekende verwijzing naar Gerrit Potter dateert van 1425 als Jan IV van Brabant hem een vrijgeleide geeft door zijn landen. Waarschijnlijk is Jan op dat moment zowel hertog van Brabant als graaf van Holland. In januari 1425 stierf immers Jan van Beieren, die tot dan toe de macht in Holland waargenomen had. Dit was erg tegen de wil van Jacoba van Beieren, zijn nicht en de rechtmatige opvolgster van haar vader Willem VI. Het graafschap Holland maakt een moeilijke periode door: na de dood van haar vader huwde Jacoba immers halsoverkop met haar neef Jan van Brabant in de hoop dat dit huwelijk haar de nodige ruggensteun als gravin zou geven. Het loopt echter anders. In haar strijd tegen haar oom Jan, die zichzelf als ruwaard opdringt, blijkt Jacoba's nieuwe echtgenoot te buigzaam en uiteindelijk wordt de heerschappij over Holland verpacht aan Jan van Beieren. Enkel het graafschap Henegouwen wordt haar gelaten. Teleurgesteld in haar echtgenoot en in de veronderstelling dat de paus de verbintenis tussen neef en nicht onwettig zal verklaren, huwt Jacoba een tweede maal, nu met Humphrey van Gloucester, broer van de Engelse kroonprins.  Ook zijn steun kan niet baten. Als het huwelijk tussen Jacoba en Jan IV toch geldig blijkt te zijn, trekt Humphrey zijn steun zelfs terug. Het is waarschijnlijk dat Gerrit reeds in 1425 in dienst van de gravin was. In 1428 beleent Jacoba 'onze geliefde Gerrit Potter van der Loo' met de leengoederen van zijn vader. Op 13 januari 1432, mogelijk ter gelegenheid van zijn huwelijk met Kerstijne van der Mije, schenkt ze hem daarenboven 15 hectaren veenland. Een rekening uit 1433-34, opgemaakt door Jan Ruychrock van de Werve en Jan van der Mije, Gerrits schoonvader, toont Gerrit Potter actief in dienst van Jacoba, vooral als belastingsinner.

### Baljuw van 's-Gravenzande (1436-1445)
Op 23 oktober 1436, nauwelijks twee weken na de dood van Jacoba op 8 oktober 1436, benoemt Filips de Goede, Gerrit Potter tot baljuw van 's-Gravenzande. Mogelijk vervulde hij al een vergelijkbare functie onder Jacoba. In elk geval voegt hij nu aan de financiële expertise die hij in dienst van Jacoba vergaard had, ook ervaring in de rechtspraak toe. Samen met zijn talenkennis en het netwerk dat hij had opgebouwd in dienst van de overleden gravin, zorgde deze combinatie ervoor dat hij over alle troeven beschikte om het ver te schoppen in het regionale bestuur van Holland.

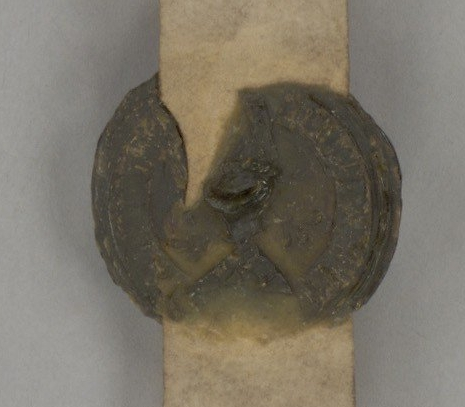
Nationaal Archief, Den Haag, Kloosters Delfland: Maria Magdalena in Bethanië te 's-Gravenzande, nummer toegang 3.18.16, inventarisnummer 34.3

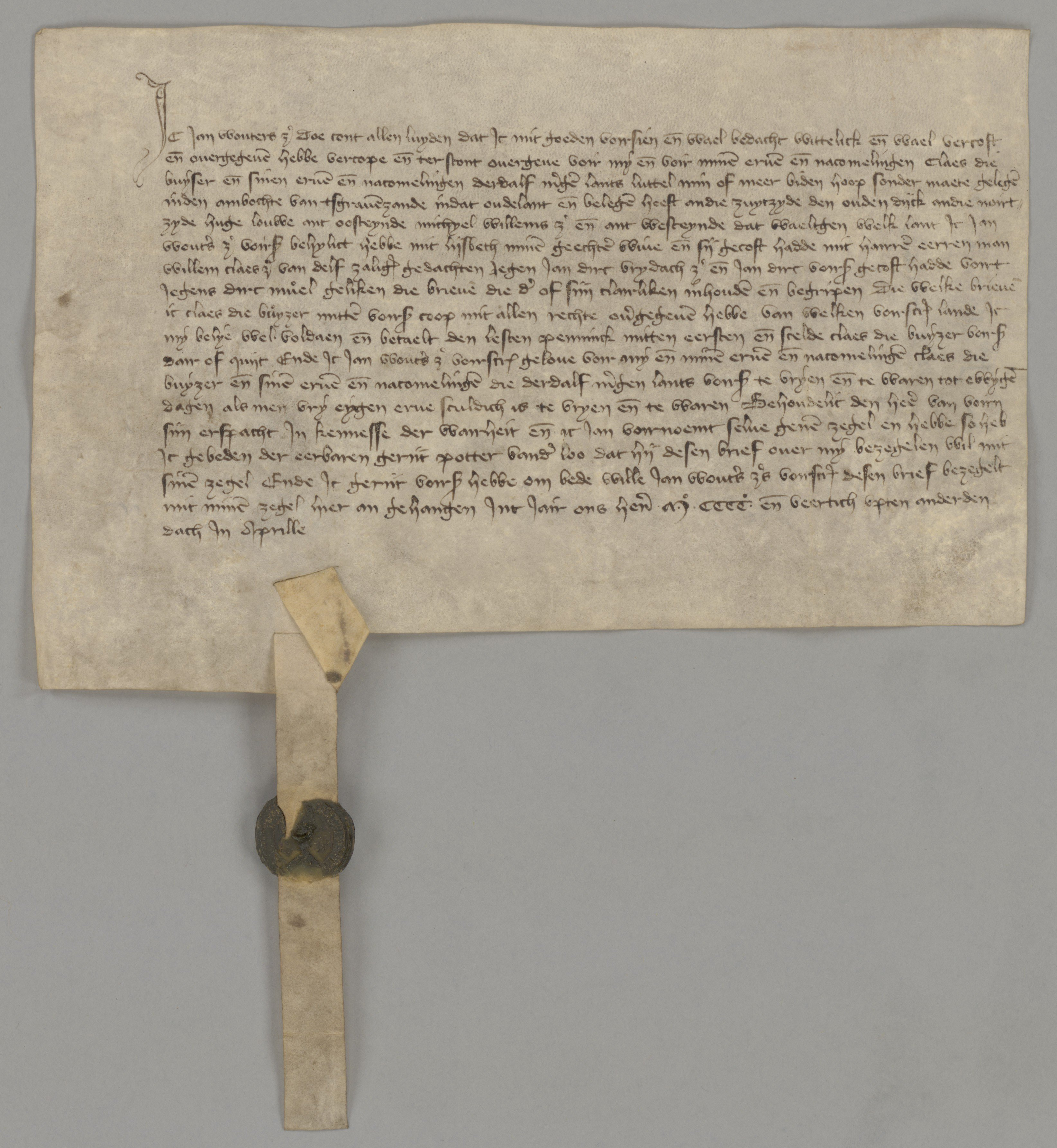
Nationaal Archief, Den Haag, Kloosters Delfland: Maria Magdalena in Bethanië te 's-Gravenzande, nummer toegang 3.18.16, inventarisnummer 34.3

### De nalatenschap van Jacoba (1436-1444)
Op 6 november 1444, leverde Gerrit Potter bij het hof de rekening in die hij voor de executeurs-testamentair van Jacoba van Beieren had opgesteld. Onder hen waren enkele oude bekenden: Jacoba's weduwnaar, Frank van Borssele, graaf van Oostervant, en zijn vertegenwoordiger Jan Ruychrock. Jan van der Mije, Gerrits schoonvader, vertegenwoordigde de belangen van Jacoba's moeder, Margaretha van Bourgondië. Ook andere executeurs-testamentair heeft Gerrit vast goed gekend  in de kringen van Jacoba. Onder hen bijvoorbeeld Gillis van Wissenkerke, raadslid van Frank van Borssele en Jan van Neck, Jacoba's biechtvader.
Gerrit maakte niet enkel de rekening op, hij trad ook op als ontvanger, ontving de executeurs als gastheer (12 maart 1444) en nam actief deel aan de verkoop van Jacoba's bezittingen. Voor dit alles reisde hij naar Brabant, Artois, Vlaanderen,..., kortom overal waar de hertog of zijn kanselier verbleven. Zelf kocht hij, wellicht als herinnering aan zijn overleden werkgeefster, een speld die Jacoba gekregen had van de rentmeester van Ponthieu. De rekening vermeldt daarenboven een schenking van Kerstijne, Potters echtgenote, ter bevordering van Jacoba's zielenrust.

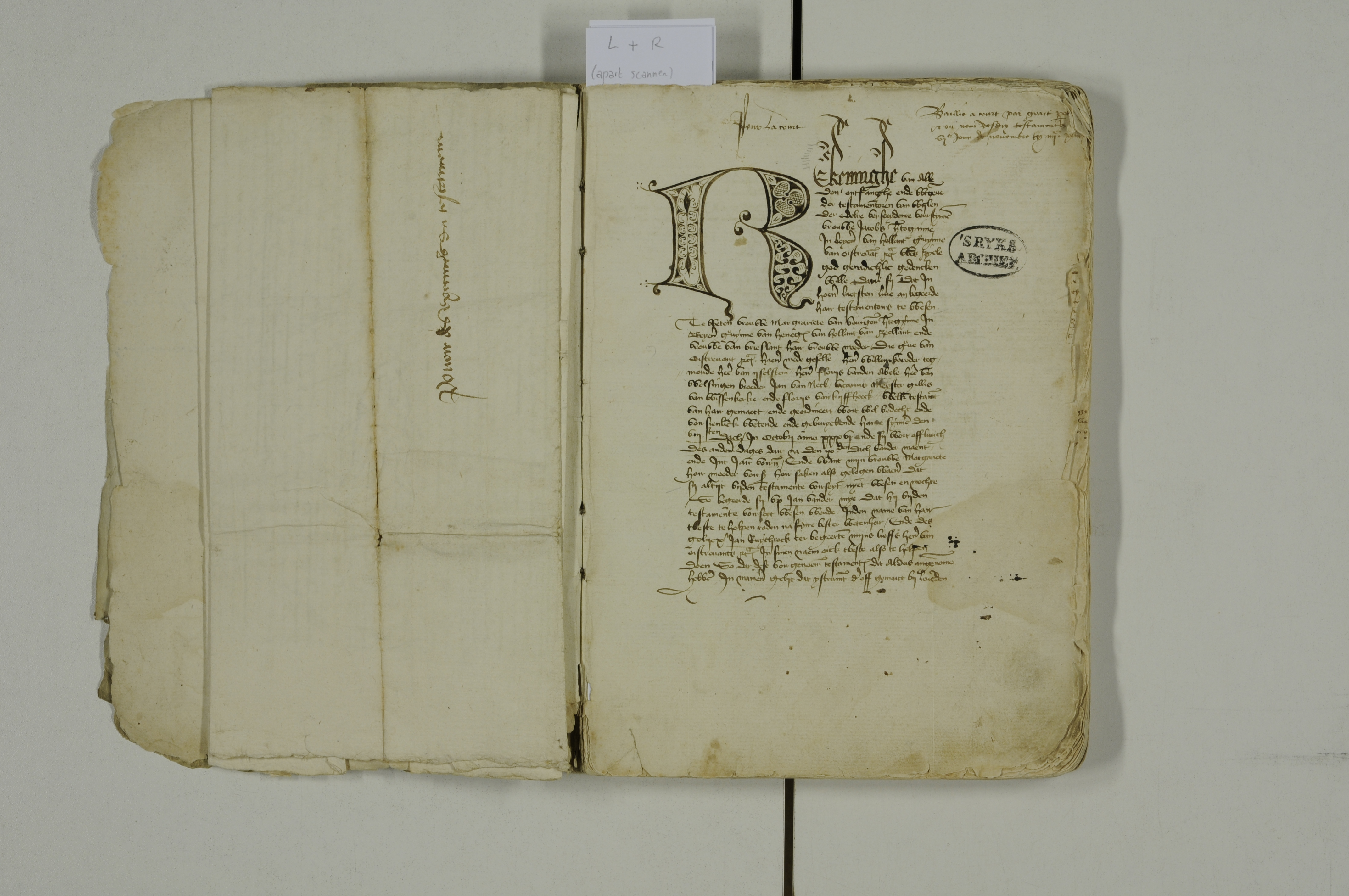
Rekening Jacoba van Beieren

### Klerk van de rentmeester-generaal (1439-1441)
Gerrits financiële expertise blijkt ook uit het feit dat hij tussen 1439 en 1441 als klerk van ontvanger-generaal Willem III van Naaldwijk de rekeningen in klad opstelde en vervolgens ook de nette versies voor het hof kopieerde. In deze functie was hij meermaals aanwezig bij de controle van de boekhouding uitgevoerd door externe auditeurs. Daarbij zal ook zijn talenkennis weer van pas gekomen zijn: de controle gebeurde immers in het Frans.

### Lid van de Raad van Holland (1438-1454)
Vanaf 1438 komt Gerrit Potter voor als raadslid in de Raad van Holland, eerst onbezoldigd, vanaf 24 april 1445 met een betaald zitje. Ook nu treedt hij op als belastingsinner (1439, 1451) en gerechtelijk onderzoeker (bijvoorbeeld in de curieuze zaak tussen procureur-generaal Bengaert Say en president Gozewijn de Wilde, die van sodomie werd beschuldigd) en wordt hij naar het buitenland gestuurd als onderhandelaar (o.a. Keulen, Bremen, Brugge, Rouen, Nijmegen, Utrecht). Zo is Gerrit bijvoorbeeld nauw betrokken bij de besprekingen tussen de Hanze en Holland in de nasleep van de Vrede van Kopenhagen (1441). Daarnaast houdt hij als raadslid de eerste lijn in het contact tussen de lokale gemeenteraden en het regionale bestuur. Meermaals is hij betrokken bij de kalmering van lokale opstanden (onder andere in Amsterdam in 1442). Zijn optreden bij het bedaren van de gewelddadige partijtwist tussen Hoeken en Kabeljauwen in Leiden in juli 1445 werd in het begin van de zestiende eeuw nog beschreven in de "Divisiekroniek" (gedrukt in 1517, toegeschreven aan Cornelius Aurelius).